# Bensonville
Bensonville, auch Bentol,  ist eine Stadt in Liberia. Sie ist Hauptort des Montserrado County.
Die Stadt ist ein Marktort und Wirtschaftszentrum im Hinterland von Monrovia, sie wurde im frühen 19. Jahrhundert von ehemaligen Sklaven aus den USA gegründet. Bensonville liegt 26 Kilometer nordöstlich von Monrovia auf 98 m am St. Paul River.
Vor dem Bürgerkrieg war Bensonville eine entwickelte, wirtschaftlich bedeutsame Stadt. Hier befand sich ein Betonwerk zur Herstellung von Baustoffen und Formsteinen, eine Mühle zur Verarbeitung von Getreide, ein Sägewerk und Gewerbebetriebe zur Herstellung von Palmöl, Farben, Fischprodukten und Konserven.
Die Stadt zählt heute rund 1802 Einwohner.